# Тахионный антителефон
Тахио́нный антителефо́н — гипотетическое устройство в теоретической физике, которое может быть использовано для отправки сигналов в прошлое. В 1907 году Альберт Эйнштейн представил мысленный эксперимент, в котором сверхсветовые сигналы могут привести к причинно-следственному парадоксу, что в 1910 году было описано Эйнштейном и Арнольдом Зоммерфельдом как способ «телеграфирования в прошлое». Аналогичный мысленный эксперимент был в 1917 году описан Ричардом Чейсом Толменом, из-за чего он также известен как парадокс Толмена.
Позже Грегори Бенфорд и другие учёные назвали способное к телеграфированию в прошлое устройство «тахионным антителефоном». Согласно современному пониманию физики, такая сверхсветовая передача информации в реальности невозможна. Например, гипотетические тахионные частицы, которые дали устройству такое название, в стандартной модели физики из-за тахионной конденсации не могут существовать даже теоретически, равно как нет и экспериментальных свидетельств, допускающих их существование. Проблема обнаружения тахионов через причинные противоречия рассматривалась, но без научной верификации.

## Односторонний пример
Толман использовал следующую вариацию мысленного эксперимента Эйнштейна. Представьте расстояние, соединяющее конечные точки {\displaystyle A} и {\displaystyle B}. Пусть сигнал будет послан из {\displaystyle A} и передаётся по направлению к {\displaystyle B} со скоростью {\displaystyle a}. Всё это измеряется в инерциальной системе отсчёта, где конечные точки находятся в состоянии покоя. Прибытие в точку {\displaystyle B} определяется по формуле:
{\displaystyle \Delta t=t_{1}-t_{0}={\frac {B-A}{a}}.}
В данном случае, событие в {\displaystyle A} является причиной события в {\displaystyle B}. Однако, в инерциальной системе отсчёта, движущейся с относительной скоростью {\displaystyle v}, время прибытия в точку {\displaystyle B} даётся в соответствии с преобразованием Лоренца (где {\displaystyle c} — скорость света).
{\displaystyle {\begin{aligned}\Delta t'&=t'_{1}-t'_{0}={\frac {t_{1}-vB/c^{2}}{\sqrt {1-v^{2}/c^{2}}}}-{\frac {t_{0}-vA/c^{2}}{\sqrt {1-v^{2}/c^{2}}}}\\&={\frac {1-av/c^{2}}{\sqrt {1-v^{2}/c^{2}}}}\Delta t.\end{aligned}}}
Можно легко показать, что если {\displaystyle a>c}, то определённые значения {\displaystyle v} могут сделать {\displaystyle \Delta t'} отрицательным. Другими словами, в этой системе отсчёта следствие возникает раньше причины. Эйнштейн и схожим образом Толмен пришли к выводу, что этот результат хоть и не содержит логических противоречий, однако, противоречит совокупности нашего опыта, и таким образом невозможность {\displaystyle a>c} выглядит достаточно доказанной.

## Двусторонний пример
В более распространённой вариации данного мысленного эксперимента сигнал посылается назад к отправителю (похожий пример был описан Дэвидом Бомом). Представим, что Алиса (А) находится на космическом корабле, движущемся прочь от Земли в положительном направлении {\displaystyle x} со скоростью {\displaystyle v}, и хочет отправить сигнал находящемуся на земле Бобу (B). Также допустим, что у них обоих имеются устройства, способные передавать и принимать сверхсветовые сигналы на скорости {\displaystyle ac}, где {\displaystyle a>1}. Алиса использует это устройство, чтобы отправить сигнал Бобу, который посылает ответ. Давайте выберем начало координат системы отсчета Боба, {\displaystyle S}, чтобы оно совпадало с получением отправленного ему сообщения Алисы. Если Боб немедленно отправляет сообщение назад к Алисе, то в его покоящейся системе отсчёта координаты ответного сигнала (в естественных единицах, чтобы {\displaystyle c=1}) вычисляются как:
{\displaystyle (t,x)=(t,at)}
Чтобы узнать, когда Алиса получит ответ, мы применим преобразование Лоренца для систем отсчёта в стандартной конфигурации к системе отсчёта Алисы {\displaystyle S'}, движущейся в положительном направлении {\displaystyle x} со скоростью {\displaystyle v} относительно Земли. В этой системе отсчёта Алиса находится в состоянии покоя в позиции {\displaystyle x'=L}, где {\displaystyle L} это расстояние, которое сигнал, отправленный Алисой к Земле, прошёл в её покоящейся системе отсчёта. Координаты ответного сигнала вычисляются как:
{\displaystyle t'=\gamma \left(1-av\right)t}
{\displaystyle x'=\gamma \left(a-v\right)t}
Ответ получен Алисой, когда {\displaystyle x'=L}. Это значит, что {\displaystyle t={\tfrac {L}{\gamma (a-v)}}} и таким образом:
{\displaystyle t'={\frac {1-av}{a-v}}L}
Поскольку сообщению, отправленному Алисой Бобу, потребовалось время {\displaystyle {\tfrac {L}{a}}}, чтобы до него дойти, ответное сообщение Боба Алисе придёт к ней на время
{\displaystyle T={\frac {L}{a}}+t'=\left({\frac {1}{a}}+{\frac {1-av}{a-v}}\right)L}
позже, чем она отправила своё сообщение. Однако, если {\displaystyle v>{\tfrac {2a}{1+a^{2}}}}, то {\displaystyle T<0} и Алиса получит ответное сообщение Боба ещё до того, как отправит ему своё.

## Числовой пример с двусторонней связью
В качестве примера представим, что Алиса и Боб находятся на борту космических кораблей, двигающихся инерционно с относительной скоростью 0,8c. В какой-то момент они проходят друг мимо друга, и Алиса определяет местоположение и время прохода как место x = 0 и время t = 0 в её системе отсчёта (обратите внимание, что это отличается от ситуации в предыдущем разделе, где за начало координат было взято событие получения Бобом тахионного сигнала от Алисы). В системе отсчёта Алисы она находится в состоянии покоя в положении x = 0, в то время как Боб движется в положительном направлении x со скоростью 0,8c; в системе отсчёта Боба он находится в состоянии покоя в положении x′ = 0, и Алиса движется в отрицательном направлении x′ со скоростью 0,8c. Каждый из них также имеет тахионный передатчик на борту корабля, и с его помощью отправляет сигналы, движущиеся со скоростью 2,4c в собственной системе отсчёта корабля.
Когда часы Алисы покажут, что с момента прохождения мимо Боба прошло 300 дней (t = 300 дней в её системе отсчёта), она использует тахионный передатчик, чтобы послать Бобу сообщение «я съела испорченную креветку!». При t = 450 дней в системе отсчёта Алисы, она вычисляет, что поскольку тахионный сигнал перемещался от неё со скоростью 2,4c в течение 150 дней, сейчас он должен достигнуть положения x = 2,4×150 = 360 световых дней в её системе отсчёта, а поскольку Боб отдалялся от неё на скорости 0,8c в течение 450 дней, он сейчас должен находиться в положении x = 0,8×450 = 360 световых дней в её системе отсчёта, что означает, что это тот момент, когда сигнал достигнет Боба. Итак, в её системе отсчёта Боб получает её сигнал в x = 360, t = 450. Из-за эффекта замедления времени, в её системе отсчёта Боб стареет медленнее, чем она на коэффициент {\displaystyle {\frac {1}{\gamma }}={\sqrt {1-{(v/c)^{2}}}}}, в данном случае 0,6, и таким образом часы Боба показывают что прошло лишь 0,6×450 = 270 дней, когда он получает сообщение, что значит, что в его системе отсчёта он получает его в x′ = 0, t′ = 270.
Когда Боб получает сообщение Алисы, он немедленно использует свой тахионный передатчик чтобы послать ей ответ, «не ешь креветку!». Через 135 дней в его системе отсчёта, в at t′ = 270 + 135 = 405, он вычисляет, что поскольку тахионный сигнал двигался от него со скоростью 2,4c в направлении −x′ в течение 135 дней, сейчас он должен достигнуть положения x′ = −2,4×135 = −324 световых дней в его системе отсчёта, и поскольку Алиса перемещалась со скоростью 0,8c в направлении −x в течение 405 дней, сейчас она также должна находиться в позиции x′ = −0,8×405 = −324 световых дней. Итак, в его системе отсчёта Алиса получает ответ в x′ = −324, t′ = 405. Замедление времени для инерциальных наблюдателей симметрично, поэтому в системе отсчёта Боба Алиса стареет медленнее чем он, с аналогичным коэффициентом 0,6, поэтому её часы должны показывать что лишь 0,6×405 = 243 дней прошло с момента, когда она получит его ответ. Это значит, что она получает сообщение от Боба «не ешь креветку!» лишь через 243 дня после того, как она пролетела мимо Боба, в то время как она не должна была послать сообщение «я съела испорченную креветку!» до того момента, как пройдёт 300 дней с момента пролёта мимо Боба, и ответ Боба в этом случае представляет предупреждение о её собственном будущем.
Эти числа могут быть перепроверены с использованием преобразования Лоренца. Согласно ему, если мы знаем координаты x, t некого события в системе отсчёта Алисы, то же самое событие должно иметь следующие координаты x′, t′ в системе отсчёта Боба:
{\displaystyle {\begin{aligned}t'&=\gamma \left(t-{\frac {vx}{c^{2}}}\right)\\x'&=\gamma \left(x-vt\right)\\\end{aligned}}}
Где v — скорость Боба по оси x в системе отсчёта Алисы, c — скорость света (мы используем дни в качестве единиц времени и световые дни в качестве единиц времени, поэтому в этих единицах c = 1), и Лоренц-фактор равен {\displaystyle \gamma ={\frac {1}{\sqrt {1-{(v/c)^{2}}}}}}. В этом случае v=0,8c и {\displaystyle \gamma ={\frac {1}{0,6}}}. В системе отсчёта Алисы, событие отправления ей сообщения происходит в x = 0, t = 300, а событие получения Бобом её сообщения происходит в x = 360, t = 450. Используя преобразование Лоренца, мы находим, что в системе отсчёта Боба событие отправления Алисой сообщения происходит в местоположении x′ = (1/0,6)×(0 – 0,8×300) = −400 световых дней и времени t′ = (1/0,6)×(300 – 0,8×0) = 500 дней. Аналогичным образом, в системе отсчёта Боба событие получения им сообщения Алисы происходит в позиции x′ = (1/0,6)×(360 – 0,8×450) = 0 световых дней и времени t′ = (1/0,6)×(450 – 0,8×360) = 270 дней, что совпадает с  координатами системы отсчёта Боба, вычисленными в предыдущих параграфах.
Сравнивая координаты в каждой системы отсчёта, мы видим, что в системе отсчёта Алисы её тахионный сигнал движется вперёд во времени (она послала его раньше, чем Боб его получил), и между отправкой и получением мы имеем (разница в местоположении)/(разница во времени) = 360/150 = 2,4c. В системе отсчёта Боба, сигнал Алисы движется назад во времени (он получил его в t′ = 270, хотя он был послан в t′ = 500), и его (разница в местоположении)/( разница во времени) равна 400/230, примерно 1,739c. Тот факт, что порядок событий отправления и получения сигнала в двух системах отсчёта не согласовывается, является примером относительности одновременности, свойству относительности, не имеющему аналогов в классической физике, и являющемуся ключом к пониманию того, почему в теории относительности сверхсветовая связь обязательно приводит к нарушению принципа причинности.
Предполагается, что Боб отправил ответ практически мгновенно после получения сообщения Алисы, поэтому координаты его отправки ответа можно считать одинаковыми: x = 360, t = 450 в системе отсчёта Алисы, и x′ = 0, t′ = 270 в системе отсчёта Боба. Если событие получения Алисой ответа Боба происходит в x′ = 0, t′ = 243 в её системе отсчёта (как в предыдущем параграфе), тогда в соответствии с преобразованием Лоренца, в системе отсчёта Боба Алиса получает его ответ в местоположении x′' = (1/0,6)×(0 – 0,8×243) = −324 световых дней, и времени t′ = (1/0,6)×(243 – 0,8×0) = 405 дней. Таким образом, ответ Боба движется вперёд во времени в его собственной системе отсчёта, поскольку время, в которое он был отправлен, было t′ = 270, и время, в которое он был получен, было t′ = 405. И в его системе отсчёта (разница в местоположении)/(разница во времени) для его сигнала составляет 324/135 = 2,4c, что в точности совпадает со скоростью изначального сигнала Алисы в её системе отсчёта. Аналогичным образом в системе отсчёта Алисы сигнал Боба движется назад во времени (она получила его прежде, чем он его послал), и имеет (разница в местоположении)/(разница во времени) = 360/207, около 1,739c.
Таким образом, времена отправки и получения в каждой системе отсчёта, вычисленные с использованием преобразования Лоренца, совпадают с временами, указанными в предыдущих параграфах, которые мы получили до использования этого преобразования. Используя его, мы можем видеть, что два тахионных сигнала ведут себя симметрично в системе отсчёта каждого наблюдателя: для отправляющего наблюдателя его сигнал движется вперёд во времени при 2,4c, для принимающего наблюдателя он движется назад во времени при 1,739c. Такая возможность для симметричных тахионных сигналов необходима, если тахионы следуют первому из двух постулатов специальной теории относительности, согласно которому все законы физики должны работать одинаково во всех системах отсчёта. Это подразумевает, что если возможно послать сигнал со скоростью 2,4c в одной системе отсчёта, то это должно быть возможно в любой другой системе отсчёта, и аналогичным образом, если одна система отсчёта может наблюдать сигнал, движущийся назад во времени, любая другая система отсчёта также должна наблюдать такой феномен. Это ещё одна ключевая идея в понимании того, почему сверхсветовая связь приводит к нарушению причинности в теории относительности; если бы тахионы могли иметь «предпочтительную систему отсчёта» в нарушение первого постулата теории относительности, то в этом случае нарушения причинности теоретически можно было бы избежать.

## Парадоксы
Бенфорд и другие учёные писали о таких парадоксах в целом, предлагая сценарий, в котором две стороны могут отправить сообщение на два часа назад:

Парадоксы коммуникации назад во времени хорошо известны. Предположим, что A и B договариваются о следующем: A отправит сообщение в 3 часа если и только если он не получит сообщение в час. B отправляет сообщение, которое придёт к A в час сразу же после получения сообщения от A в 3 часа. Тогда обмен сообщениями случится если и только если он не случится. Это подлинный парадокс, причинное противоречие.
Оригинальный текст (англ.)The paradoxes of backward-in-time communication are well known. Suppose A and B enter into the following agreement: A will send a message at three o'clock if and only if he does not receive one at one o'clock. B sends a message to reach A at one o'clock immediately on receiving one from A at three o'clock. Then the exchange of messages will take place if and only if it does not take place. This is a genuine paradox, a causal contradiction.

Они пришли к заключению, что сверхсветовые частицы наподобие тахионов таким образом не могут передавать сигналы.